# Armée de terre koweïtienne
L'Armée de terre koweïtienne a été créée en 1949 par le maréchal Sheikh Abdullah Mubarak Al-Sabah.

## Historique
Lors de l'invasion du Koweït en août 1990, elle est alors organisée comme telle :
- Effectifs : 16 000 militaires, 7 000 paramilitaires de la Kuwait National Guard (en).
- Unités de combat : trois brigades blindées, une brigade mécanisée, une brigade d'artillerie, une brigade de réserve.

Elle dispose a cette date de 70 chars de combat principaux Vickers Mk. 1 livrés entre 1970 et 1972, de 165 FV4201 Chieftain Mark 5/2K « Kuwait »  construits à partir de mars 1976 et de Centurion des années 1945/1950. 50 de ces derniers livrés selon des sources, et un minimum de 32 envoyés en Somalie entre mi-1979 et juin 1980 .
Avant la guerre du Golfe du Golfe, le Koweït avait commandé 170 M-84AB, 15 M-84ABI ARV et 15 chars de commandement M-84ABK à la Yougoslavie.  Quatre à six chars M-84A ont été livrés ;  cependant, l'armée irakienne les a rapidement capturés après l'occupation. D'autres livraisons furent interrompues pendant toute la durée de la guerre. La 35e brigade blindée koweïtienne Al-Shaheed reconstitue en Arabie saoudite était équipée de 70 M-84.  Lors de la reconquête du pays, la 35e brigade n'a pas directement participé aux combats avec les chars irakiens en raison de la similitude du M-84 avec le T-72 irakien ou l'Asad Babils. Le M-84 fut cependant très efficace contre les T-62 et les T-55 mais certains rapports non confirmés affirment que quelques-uns d'entre eux furent endommagés, mais récupérés et réparés.

## Grade de l'armée koweïtienne

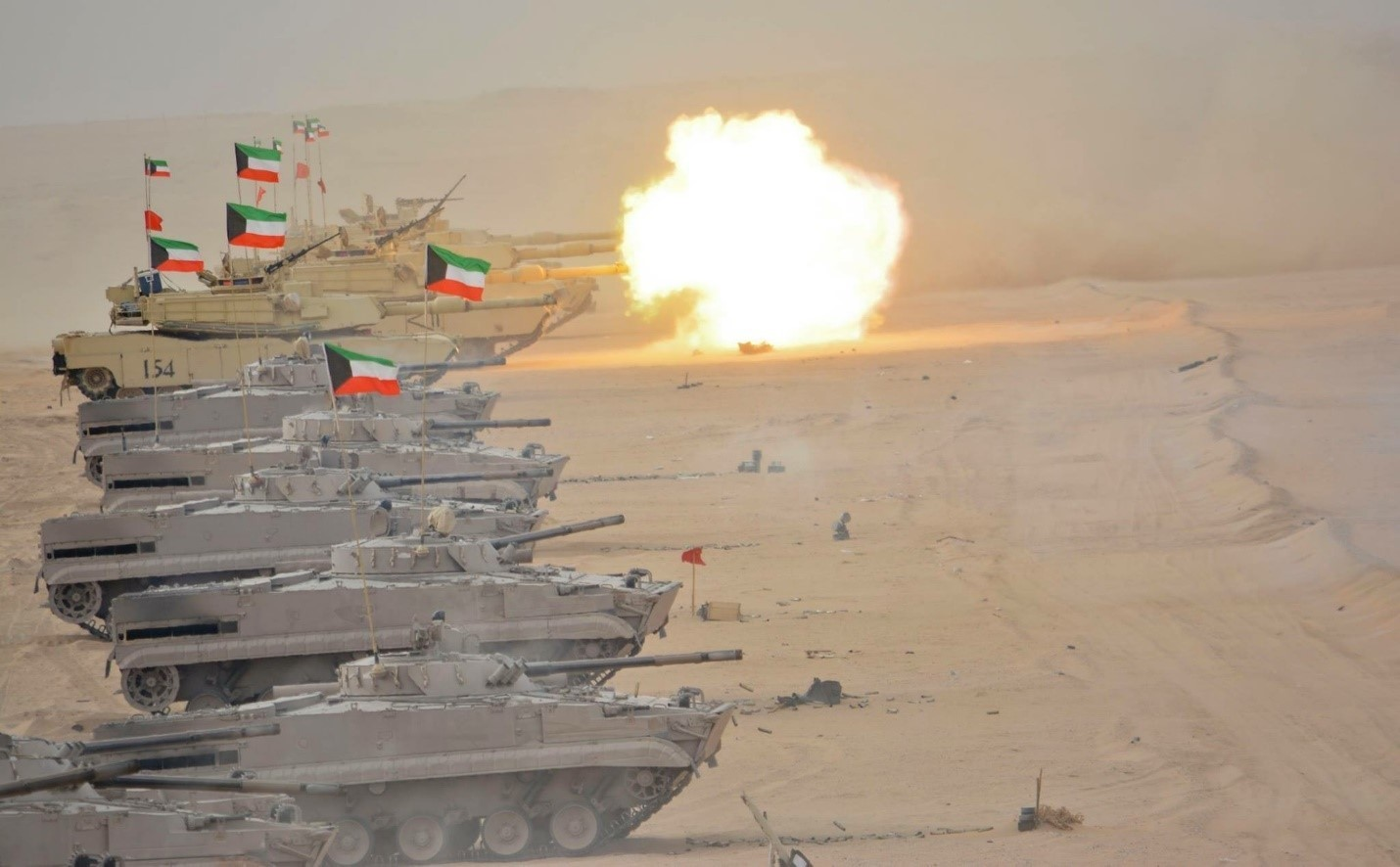
BMP-3 et chars M-1 de l'Armée de terre koweïtienne en février 2018.

### Corps des officiers
- Lieutenant (arabe : ملازم)
- Premier lieutenant (arabe : ملازم أول)
- Capitaine (arabe : نقيب)
- commandant (arabe : مقدم)
- Colonel (arabe : عقيد)
- Général de brigade (arabe : عميد)
- Major-général (arabe : لواء)
- Lieutenant-général (arabe : فريق)
- Premier générales (arabe : فريق أول)
- Son Altesse, le Prince héritier de Koweït:
- Vice-commandant en chef des Forces armées Koweït (par protocole militaire)
- Son Altesse, l'Emir du Koweït : Commandant en chef de l' Armée du Koweït (par protocole militaire)

### Corps Engagé
- Premier lieutenant (arabe : ملازم أول)
- Private First Class (arabe : وكيل عريف)
- Caporal (arabe : عريف)
- Sergent (arabe : رقيب)
- Sergent de première classe (arabe : رقيب أول)
- Adjudant (arabe : وكيل ضابط)
- Adjudant-chef  (arabe : وكيل ضابط)

## Équipement
[Quand ?]

### Véhicules
| Nom            | Type                            | Nombre | Origine             | Notes |
| -------------- | ------------------------------- | ------ | ------------------- | ----- |
| M1A2 Abrams    | Char                            | 218    | États-Unis          |       |
| M-84AB         | Char                            | 150    | Yougoslavie         |       |
| Desert Warrior | Véhicule de combat d'infanterie | 254    | Royaume-Uni         |       |
| BMP-3          | Véhicule de combat d'infanterie | 120    | Union soviétique    |       |
| BMP-2          | Véhicule de combat d'infanterie | 76     | Union soviétique    |       |
| M113A2         | Véhicule blindé de transport    | 230    | États-Unis          |       |
| M577 (en)      | Véhicule blindé de transport    | 30     | États-Unis          |       |
| Fahd 240       | Véhicule blindé de transport    | 40     | Égypte              | [ 3 ] |
| M88 Hercules   | Véhicule de dépannage           | 14     | États-Unis          | -     |
| M-84AI         |                                 | 15     | Pologne Yougoslavie |       |

### Logistique
| Nom    | Type | Nombre | Origine    | Notes |
| ------ | ---- | ------ | ---------- | ----- |
| Humvee |      | 400    | États-Unis |       |

### Artillerie
| Nom         | Type | Nombre | Origine    | Notes |
| ----------- | ---- | ------ | ---------- | ----- |
| PLZ-45 (en) |      | 75     | Chine      |       |
| M-109A1B    |      | 23     | États-Unis |       |

### Anti-char
| Nom           | Type | Nombre | Origine          | Notes |
| ------------- | ---- | ------ | ---------------- | ----- |
| RPG-7         |      |        | Union soviétique | -     |
| TOW M-901     |      | 8      | États-Unis       | -     |
| TOW II        |      | 66     | États-Unis       | -     |
| 9K111 Fagot   |      | 80     | Union soviétique | -     |
| 9M117 Bastion |      | 60     | Russie           | -     |

### Lance-roquettesmultiple
| Nom          | Type | Nombre | Origine | Notes |
| ------------ | ---- | ------ | ------- | ----- |
| BM-30 Smerch |      | 27     | Russie  |       |